# Open-Xchange
Open-Xchange ist eine Software der Open-Xchange AG, eines deutschen Unternehmens, das an den Standorten Olpe, Hamburg und Nürnberg entwickelt und mit Büros in Paris, Madrid, Turin, Helsinki, Den Haag und Palo Alto, USA vertreten ist.

## Geschichte
Die von Rafael Laguna und Frank Hoberg gegründete Firma begann 2005 in Olpe mit der Entwicklung Linux-basierter E-Mail- und Groupware-Lösungen für Unternehmen, Behörden und Bildungseinrichtungen, die als Alternativen zu Microsoft Exchange positioniert wurden; namentlich Open-Xchange Server, davor SUSE Linux Openexchange Server (SLOX, eine OEM-Version für die SuSE Linux AG, 2002–2005).
2006 beauftragte 1&1 die Open-Xchange-AG mit der Entwicklung einer hochskalierbaren E-Mail- und Kollaborations-Lösung für sogenannte Software-as-a-Service-Angebote (SaaS) in gehosteten Umgebungen. Das Resultat, die Open-Xchange Hosting Edition, ist seit 2007 weltweit bei rund 80 Service-Providern im Einsatz und wird mit Produktnamen der Service-Provider wie ionos OX App Suite powered by 1&1, STRATO Mail und NetCologne ComCenter vermarktet. Als Open-Xchange Server Edition wird dieselbe Software von Unternehmen auf eigener Hardware betrieben.
Im April 2013 stellte Open-Xchange mit OX App Suite eine umfassende Software-Lösung für einen Browser-basierten Desktop vor. Service-Provider und Unternehmen können durch ein einfaches Update von Open-Xchange Hosting Edition und Open-Xchange Server Edition umsteigen.
Im März 2015 gab Open-Xchange den Zusammenschluss mit Dovecot und PowerDNS bekannt. Damit könne man auch großen E-Mail-Providern einen kompletten Applikationsstack aus einer Hand anbieten.
Im Jahr 2022 hatte die Open-Xchange AG 270+ Mitarbeiter.

## Überblick
OX App Suite ist eine Kollaborationssoftware mit integrierten Apps für die Bearbeitung von E-Mails, Kontakten und Terminen, die um Informationen und Adressen aus sozialen Netzwerken wie Facebook, LinkedIn, XING und Twitter ergänzt werden können. Auch Bilder, Audio-, Video- und Office-Dateien können mit OX App Suite genutzt und verwaltet werden.
Für OX App Suite hat Open-Xchange mit HTML5 und JavaScript eine web-basierte Benutzeroberfläche entwickelt. Anwender können OX App Suite sofort und mit jedem Endgerät nutzen, das einen Browser hat, ohne dazu Lizenzen kaufen oder Software installieren zu müssen. Bei Verlust oder Defekt eines Gerätes sind alle Dateien zentral gesichert. Dank „Responsive Design“ passt sich OX App Suite automatisch an die unterschiedlichen Display-Größen von PC, Laptop, Tablet und Smartphone an, was auf jedem Gerät eine bestmögliche Benutzbarkeit garantiert. Und durch konsequente Nutzung des „Local Storage“ aktueller Browser steht OX App Suite der Performance traditioneller Client-Server-Software nicht nach.
Im März 2012 konnte Open-Xchange zahlreiche Entwickler des ehemaligen OpenOffice-Teams in Hamburg für die Entwicklung einer eigenen Cloud-basierten Office-Software namens OX Documents gewinnen. Im Gegensatz zu Google Docs und Microsoft Office 365 zwingt OX Documents dem Anwender nicht die Verwendung eines eigenen Dateiformates auf. Mit OX Documents lassen sich Microsoft Office- und OpenDocument-Dateien direkt im Browser lesen und editieren, ohne dass diese konvertiert werden. Da OX Documents nur die Änderungen und nicht das gesamte Dokument speichert, bleiben Formatierungen und Layout des ursprünglichen Dokumentes vollständig erhalten. Diese Innovation ist die Voraussetzung für die Zusammenarbeit mit Anwendern, die weiterhin ihre jeweilige Desktop-Office-Software verwenden wollen.
Im Februar 2014 wurde OX App Suite um OX Drive erweitert, eine App zum Verwalten und Teilen von Dokumenten, Bildern, Photos und Filmen. Zudem übernimmt OX Drive die Synchronisierung von Ordnern und Dateien auf Geräten mit Windows 7/8, Mac OS X, Android und iOS.
Im September 2014 veröffentlichte das Unternehmen mit OX Guard eine Verschlüsselung für OX App Suite, die ohne Installation auskommt, einfach zu bedienen ist und den verschlüsselten Austausch von E-Mails und Dateien auch mit Anwendern unterstützt, die keinen OX App Suite-Account besitzen. Ab Sommer 2015 soll OX Guard auch PGP unterstützen.
Für Dezember 2014 kündigte der Software-Hersteller OX Messenger an, der den Web-Desktop OX App Suite um Chat, VoIP- und Video-Telefonie erweitert. OX Messenger basiert auf dem offenen Standard WebRTC (Web Real-Time Communication), welcher die Peer-to-Peer-Übertragung von Text-, Sprach- und Videoinhalten zwischen Webbrowsern in Echtzeit ermöglicht. OX Messenger ist komplett in OX App Suite integriert und kann ohne zusätzliche Plugins mit dem Browser auf PCs und Laptops genutzt werden. Für Tablets und Smartphones stehen zusätzliche Apps zur Verfügung.

## Technik
OX App Suite besteht aus einem Java-basierten Backend, einem Frontend auf Basis von HTML5 und JavaScript und zahlreichen externen Komponenten.
Das Backend ist modular erweiterbar und basiert auf OSGi. Jedes Modul, bestehend aus mehreren Bundles, bietet verschiedene APIs, von Interfaces auf Java-Ebene bis zu einer RESTful HTTP-API sowie speziellen Interfaces für bestimmte Anwendungen, beispielsweise CalDAV für Kalenderfunktionen. Als wichtige Einschränkung ist hier zu beachten, dass der Open-Xchange Server über CalDAV keine sich wiederholenden Aufgaben synchronisieren kann.
Die Middleware basiert auf den Open-Source-Komponenten OpenJDK, der MySQL Datenbank und dem Linux Betriebssystem. Das Backend funktioniert als Einzelinstanz oder als Cluster. Im Unterschied zu einigen Mitbewerbern enthält das Backend keinen eigenen Mailserver, sondern bettet existierende Systeme ein, was Migrationen erleichtert und als Wettbewerbsvorteil gilt. Von Haus aus wird Dovecot benutzt.
Das Frontend ist eine Webseite auf HTML5-Basis und verwendet JavaScript für asynchrone Anfragen per AJAX. Es benutzt JQuery, underscore.js und ein auf require.js basiertes System, um erweiterbar zu sein.
Benutzer können alternativ auch andere Clients wie Mozilla Thunderbird oder Microsoft Outlook verwenden, um Teile der Funktionalität von OX App Suite zu nutzen; ebenso bei Mobilgeräten.

## Verfügbarkeit
Um die Benutzeroberfläche und den Funktionsumfang von OX App Suite kennenzulernen, bietet Open-Xchange eine persönliche Online-Demo an, welche für eine Stunde gültig ist. Darüber hinaus steht eine im Funktionsumfang eingeschränkte OX-Community-Edition zum Test oder Einsatz ohne Maintenance und Support als Download zur Verfügung. Wer noch kein eigenes Linux-System hat, kann Univention Corporate Server auch samt OX App Suite als ISO- oder VM-Image herunterladen. Die OX App Suite steht dann direkt im Univention App Center zur Installation zur Verfügung. Für Komponenten mit 3rd-Party-Lizenzen wie den Connector for Microsoft Outlook und den Connector for Business Mobility (ActiveSync) ist der Kauf eines Lizenzschlüssels erforderlich.

## Funktionsübersicht
- Portal
- Termine
- Kontakte
- Aufgaben
- Dokumentenverwaltung in der Cloud
- Webmail
- OX Text, zur Bearbeitung von .docx- und .odt-Dateien im Browser
- OX Spreadsheet, zur Bearbeitung von .xlsx-Dateien im Browser
- UWA Widgets
- WebDAV-Schnittstelle
- Java-API